# Mánager del año de las Grandes Ligas de Béisbol

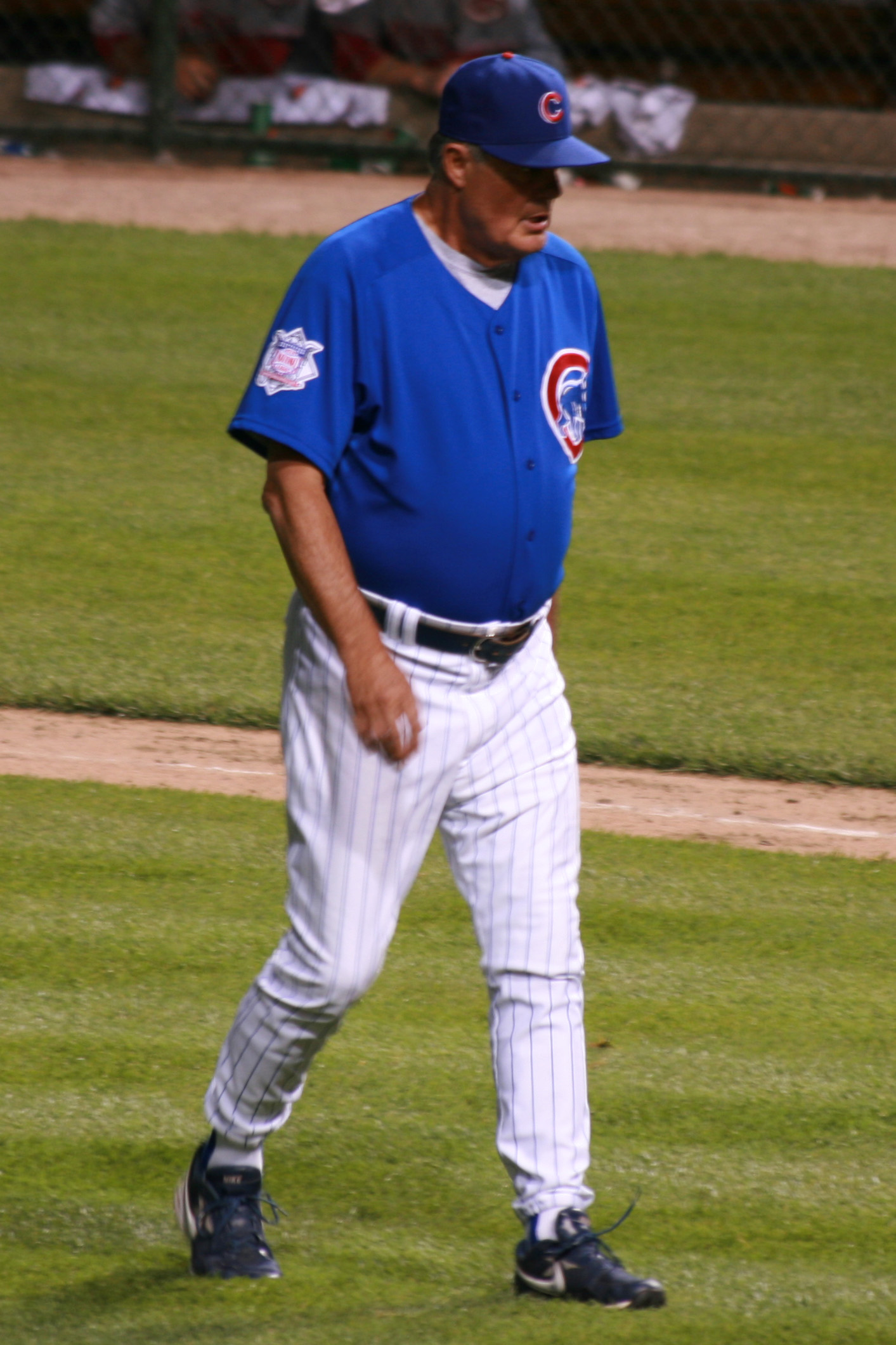
Lou Piniella ganó el premio de Mánager del año en el 2008 en la Liga Nacional y dos veces en la Americana.

En las Grandes Ligas de Béisbol, el Premio al Mánager del Año es un premio que se otorga anualmente desde 1983 a los mejores entrenadores de la Liga Americana y de la Liga Nacional. El ganador es votado por 30 miembros de la Asociación de Escritores de Béisbol de América (BBWAA, por sus siglas en inglés). Cada uno coloca un voto para el primer, segundo y tercer lugar entre los mánagers de cada liga. El mánager con la puntuación más alta en cada liga gana el premio.
Varios mánagers han ganado el premio en una temporada cuando llevaron a su equipo a 100 o más victorias. Lou Piniella ganó 116 juegos con Seattle Mariners en 2001, la mayor cantidad para un mánager, y Joe Torre ganó 114 con New York Yankees en 1998. Sparky Anderson y Tony La Russa terminaron con idénticos registros de 104-58 en 1984 y 1988, respectivamente. Tres mánagers de la Liga Nacional, incluyendo Dusty Baker, Whitey Herzog, y Larry Dierker, han superado la marca del siglo. Los San Francisco Giants de Baker ganaron 103 juegos en 1993, Los Houston Astros de Dierker en 1998 ganaron 102 y Herzog llevó St. Louis Cardinals a 101 victorias en la tercera edición del premio.
En 1991, Bobby Cox se convirtió en el primer mánager en ganar el premio en ambas ligas, ganando con Atlanta Braves y habiendo ganado previamente con los Toronto Blue Jays en 1985. La Russa, Piniella, Jim Leyland, Bob Melvin, Davey Johnson, y Joe Maddon han ganado el premio en ambas ligas. Cox y La Russa han ganado el premio en mayor ocasión, con cuatro. Baker, Leyland, Piniella y Maddon han ganado tres veces. En 2005, Cox se convirtió en el primer mánager en ganar el premio en años consecutivos. Jeff Banister y Joe Maddon son los ganadores más recientes.
Debido a la huelga de las Grandes Ligas de 1994-95 que cortó la temporada y canceló la postemporada, los escritores de BBWAA efectivamente crearon un mítico campeonato nacional de facto (similar al fútbol universitario) nombrando a los gerentes de los campeones no oficiales de la liga (En porcentaje ganador) (Buck Showalter y Felipe Alou) como Mánagers del Año. Dos franquicias, los New York Mets y Milwaukee Brewers, no han tenido un mánager ganador del premio.
Sólo seis mánagers han ganado el premio al liderar un equipo que terminó fuera de los dos primeros puestos de su división. Ted Williams fue el primero, después de liderar la "expansión" de Washington Senators a un tercer lugar (y, en 86-76, su única temporada ganadora) en la Liga Americana Este, en 1969. Buck Rodgers ganó el premio en 1987 con el tercer lugar con los Expos. Tony Peña y Showalter ganaron el premio con equipos de tercer lugar en años consecutivos: Peña con los Reales en 2003, y Showalter con los Rangers en 2004. Joe Girardi es el único mánager que ganó el premio con un equipo de cuarto lugar (2006 Florida Marlins) él es también el único mánager en ganar el premio después de colocar un equipo con una marca perdedora.

## Ganadores

### Claves
| †   | Miembro del Salón de la Fama del Béisbol                                  |
| ^   | Indica varios ganadores de premios en el mismo año                        |
| (#) | Número de victorias de los mánagers que han ganado el premio varias veces |
| Año | Cada año se vincula a esa temporada particular de Major League Baseball   |

### Liga Americana

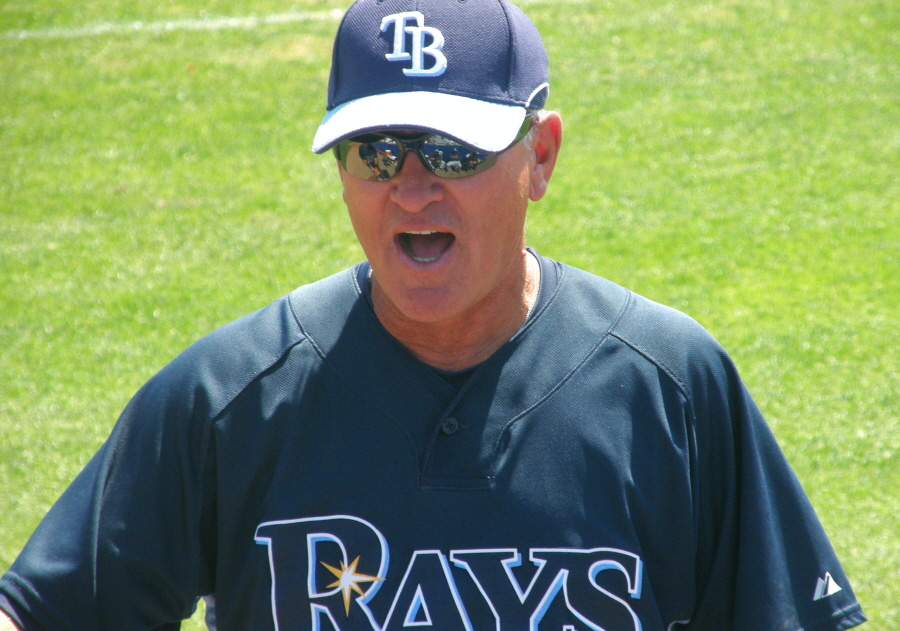
Joe Maddon Mánager del año en 2008 y 2011 en la Liga Americana; 2015 en la Liga Nacional)

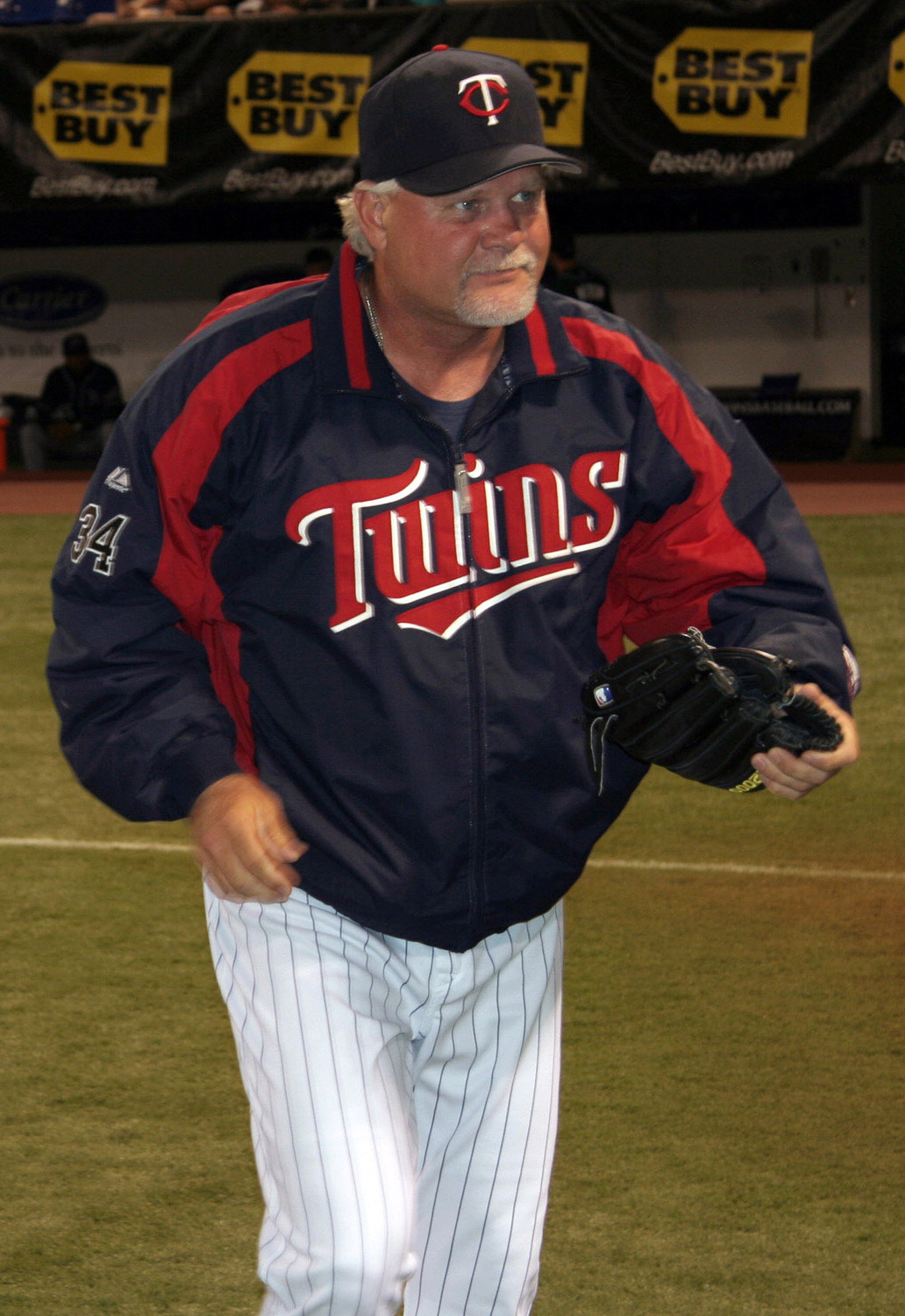
Ron Gardenhire Mánager del año en 2010. Gardenhire había terminado previamente como segundo para el premio cinco veces, enpatado la mayoría de las veces con Tony LaRussa

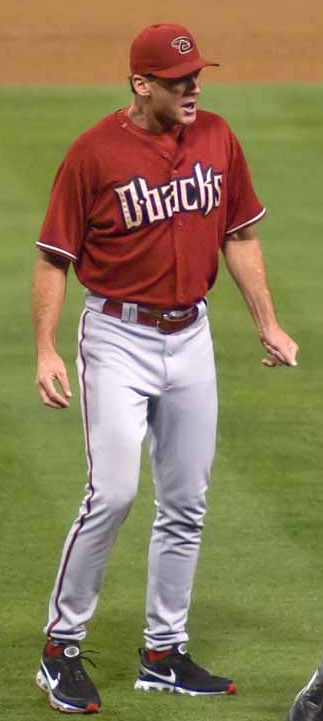
Bob Melvin Mánager del año en 2007 en la Liga Nacional. Mánager del año en 2012 en la Liga Americana

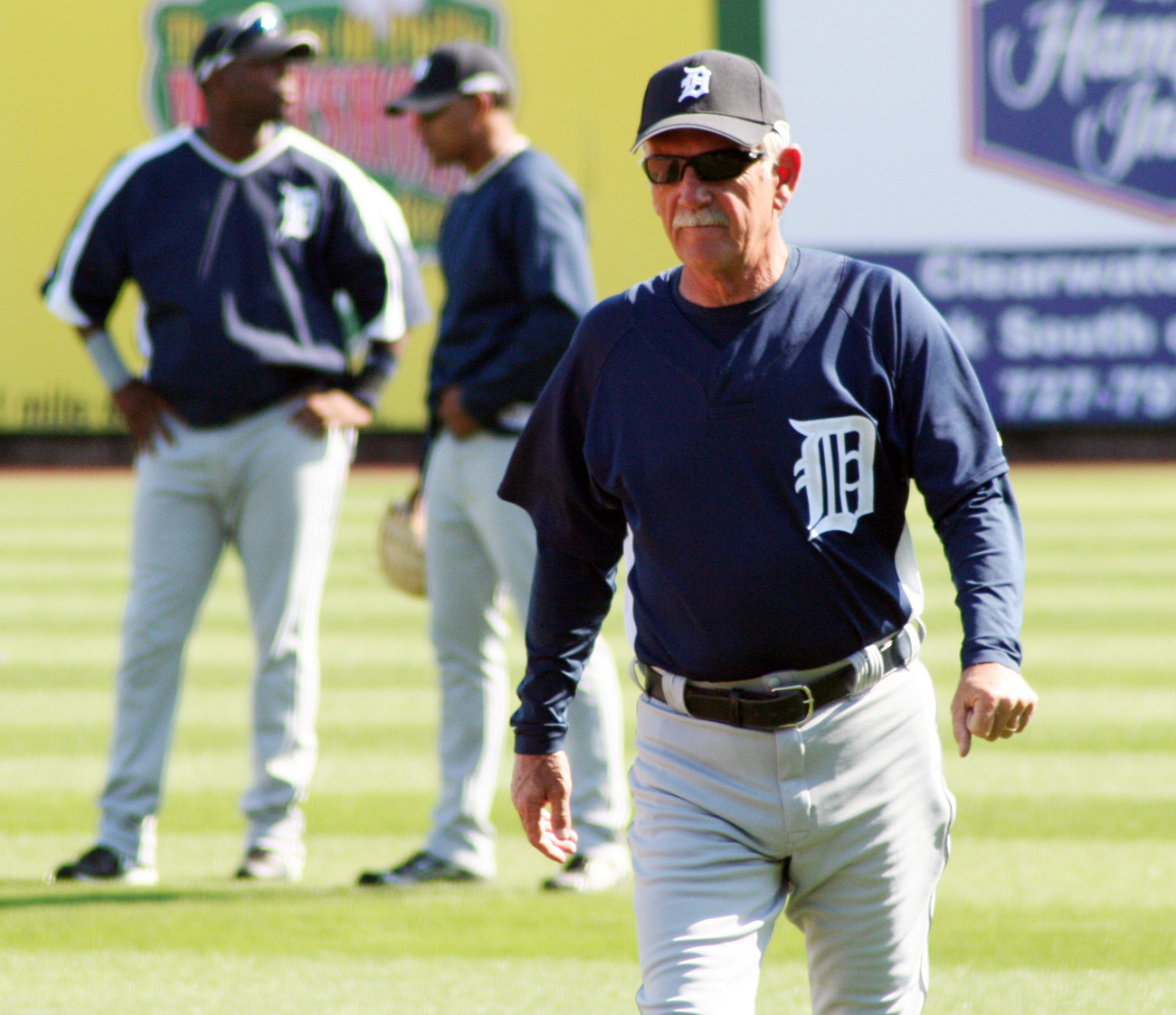
Jim Leyland Mánager del año en 1990 y 1992 en la Liga Nacional. Mánager del año en 2006 en la Liga Americana

| Año   | Mánager              | Equipo              | División | Resultado | Marca  |
| ----- | -------------------- | ------------------- | -------- | --------- | ------ |
| 1983  | Tony La Russa (1)†   | Chicago White Sox   | Oeste    | 1.º       | 99–63  |
| 1984  | Sparky Anderson (1)† | Detroit Tigers      | Este     | 1.º       | 104–58 |
| 1985  | Bobby Cox (1)†       | Toronto Blue Jays   | Este     | 1.º       | 99–62  |
| 1986  | John McNamara        | Boston Red Sox      | Este     | 1.º       | 95–66  |
| 1987  | Sparky Anderson (2)† | Detroit Tigers      | Este     | 1.º       | 98–64  |
| 1988  | Tony La Russa (2)†   | Oakland Athletics   | Oeste    | 1.º       | 104–58 |
| 1989  | Frank Robinson†      | Baltimore Orioles   | Este     | 2.º       | 87–75  |
| 1990  | Jeff Torborg         | Chicago White Sox   | Oeste    | 2.º       | 94–68  |
| 1991  | Tom Kelly            | Minnesota Twins     | Oeste    | 1.º       | 95–67  |
| 1992  | Tony La Russa (3)†   | Oakland Athletics   | Oeste    | 1.º       | 96–66  |
| 1993  | Gene Lamont          | Chicago White Sox   | Oeste    | 1.º       | 94–68  |
| 1994  | Buck Showalter (1)   | New York Yankees    | Este     | 1.º       | 70–43  |
| 1995  | Lou Piniella (1)     | Seattle Mariners    | Oeste    | 1.º       | 79–66  |
| 1996^ | Johnny Oates         | Texas Rangers       | Oeste    | 1.º       | 90–72  |
| 1996^ | Joe Torre†           | New York Yankees    | Este     | 1.º       | 92–70  |
| 1997  | Davey Johnson (1)    | Baltimore Orioles   | Este     | 1.º       | 98–64  |
| 1998  | Joe Torre (2)†       | New York Yankees    | Este     | 1.º       | 114–48 |
| 1999  | Jimy Williams        | Boston Red Sox      | Este     | 2.º       | 94–68  |
| 2000  | Jerry Manuel         | Chicago White Sox   | Central  | 1.º       | 95–67  |
| 2001  | Lou Piniella (2)     | Seattle Mariners    | Oeste    | 1.º       | 116–46 |
| 2002  | Mike Scioscia        | Anaheim Angels      | Oeste    | 2.º       | 99–63  |
| 2003  | Tony Peña            | Kansas City Royals  | Central  | 3.º       | 83–79  |
| 2004  | Buck Showalter (2)   | Texas Rangers       | Oeste    | 3.º       | 89–73  |
| 2005  | Ozzie Guillén        | Chicago White Sox   | Central  | 1.º       | 99–63  |
| 2006  | Jim Leyland (3)      | Detroit Tigers      | Central  | 2.º       | 95–67  |
| 2007  | Eric Wedge           | Cleveland Indians   | Central  | 1.º       | 96–66  |
| 2008  | Joe Maddon (1)       | Tampa Bay Rays      | Este     | 1.º       | 97–65  |
| 2009  | Mike Scioscia (2)    | Anaheim Angels      | Oeste    | 1.º       | 97–65  |
| 2010  | Ron Gardenhire       | Minnesota Twins     | Central  | 1.º       | 94–68  |
| 2011  | Joe Maddon (2)       | Tampa Bay Rays      | Este     | 2.º       | 91–71  |
| 2012  | Bob Melvin (2)       | Oakland Athletics   | Oeste    | 1.º       | 94–68  |
| 2013  | Terry Francona       | Cleveland Indians   | Central  | 2.º       | 92–70  |
| 2014  | Buck Showalter (3)   | Baltimore Orioles   | Este     | 1.º       | 96–66  |
| 2015  | Jeff Banister        | Texas Rangers       | Oeste    | 1.º       | 88–74  |
| 2016  | Terry Francona (2)   | Cleveland Indians   | Central  | 1.º       | 94–67  |
| 2017  | Paul Molitor         | Minnesota Twins     | Central  | 2.º       | 85–77  |
| 2018  | Bob Melvin (3)       | Oakland Athletics   | Oeste    | 2.º       | 97–65  |
| 2019  | Rocco Baldelli       | Minnesota Twins     | Central  | 1.º       | 101–61 |
| 2020  | Kevin Cash           | Tampa Bay Rays      | Este     | 1.º       | 40–20  |
| 2021  | Kevin Cash (2)       | Tampa Bay Rays      | Este     | 1.º       | 100–62 |
| 2022  | Terry Francona (3)   | Cleveland Guardians | Central  | 1.º       | 92–70  |
| 2023  | Brandon Hyde         | Baltimore Orioles   | Este     | 1.º       | 101–61 |

### Liga Nacional
| Año  | Mánager            | Equipo                | División | Resultado | Marca  |
| ---- | ------------------ | --------------------- | -------- | --------- | ------ |
| 1983 | Tommy Lasorda (1)† | Los Angeles Dodgers   | Oeste    | 1.º       | 91–71  |
| 1984 | Jim Frey           | Chicago Cubs          | Este     | 1.º       | 96–65  |
| 1985 | Whitey Herzog†     | St. Louis Cardinals   | Este     | 1.º       | 101–61 |
| 1986 | Hal Lanier         | Houston Astros        | Oeste    | 1.º       | 96–66  |
| 1987 | Buck Rodgers       | Montreal Expos        | Este     | 3.º       | 91–71  |
| 1988 | Tommy Lasorda (2)† | Los Angeles Dodgers   | Oeste    | 1.º       | 94–67  |
| 1989 | Don Zimmer         | Chicago Cubs          | Este     | 1.º       | 93–69  |
| 1990 | Jim Leyland (1)    | Pittsburgh Pirates    | Este     | 1.º       | 95–67  |
| 1992 | Bobby Cox (2)†     | Atlanta Braves        | Oeste    | 1.º       | 94–68  |
| 1992 | Jim Leyland (2)    | Pittsburgh Pirates    | Este     | 1.º       | 96–66  |
| 1993 | Dusty Baker (1)    | San Francisco Giants  | Oeste    | 2.º       | 103–59 |
| 1994 | Felipe Alou        | Montreal Expos        | Este     | 1.º       | 74–40  |
| 1995 | Don Baylor         | Colorado Rockies      | Oeste    | 2.º       | 77–67  |
| 1996 | Bruce Bochy        | San Diego Padres      | Oeste    | 1.º       | 91–71  |
| 1997 | Dusty Baker (2)    | San Francisco Giants  | Oeste    | 1.º       | 90–72  |
| 1998 | Larry Dierker      | Houston Astros        | Central  | 1.º       | 102–60 |
| 1999 | Jack McKeon (1)    | Cincinnati Reds       | Central  | 2.º       | 96–67  |
| 2000 | Dusty Baker (3)    | San Francisco Giants  | Oeste    | 1.º       | 97–65  |
| 2001 | Larry Bowa         | Philadelphia Phillies | Este     | 2.º       | 86–76  |
| 2002 | Tony La Russa (4)† | St. Louis Cardinals   | Central  | 1.º       | 97–65  |
| 2003 | Jack McKeon (2)    | Florida Marlins       | Este     | 2.º       | 75–49  |
| 2004 | Bobby Cox (3)†     | Atlanta Braves        | Este     | 1.º       | 96–66  |
| 2005 | Bobby Cox (4)†     | Atlanta Braves        | Este     | 1.º       | 90–72  |
| 2006 | Joe Girardi        | Florida Marlins       | Este     | 4.º       | 78–84  |
| 2007 | Bob Melvin (1)     | Arizona Diamondbacks  | Oeste    | 1.º       | 90–72  |
| 2008 | Lou Piniella (3)   | Chicago Cubs          | Central  | 1.º       | 97–64  |
| 2009 | Jim Tracy          | Colorado Rockies      | Oeste    | 2.º       | 92–70  |
| 2010 | Bud Black          | San Diego Padres      | Oeste    | 2.º       | 90–72  |
| 2011 | Kirk Gibson        | Arizona Diamondbacks  | Oeste    | 1.º       | 94–68  |
| 2012 | Davey Johnson (2)  | Washington Nationals  | Este     | 1.º       | 98–64  |
| 2013 | Clint Hurdle       | Pittsburgh Pirates    | Central  | 2.º       | 94–68  |
| 2014 | Matt Williams      | Washington Nationals  | Este     | 1.º       | 96–66  |
| 2015 | Joe Maddon (3)     | Chicago Cubs          | Central  | 3.º       | 97–65  |
| 2016 | Dave Roberts       | Los Angeles Dodgers   | Oeste    | 1.º       | 91–71  |
| 2017 | Torey Lovullo      | Arizona Diamondbacks  | Oeste    | 2.º       | 93–69  |
| 2018 | Brian Snitker      | Atlanta Braves        | Este     | 1.º       | 90–72  |
| 2019 | Mike Shildt        | St. Louis Cardinals   | Central  | 1.º       | 91–71  |
| 2020 | Don Mattingly      | Miami Marlins         | Este     | 2.º       | 31–29  |
| 2021 | Gabe Kapler        | San Francisco Giants  | Oeste    | 1.º       | 107-55 |
| 2022 | Buck Showalter (4) | New York Mets         | Este     | 2.º       | 101-61 |
| 2023 | Skip Schumaker     | Miami Marlins         | Este     | 3.º       | 84–78  |